# Paula Schneider
Paula Schneider (* 1976 in Leipzig) ist eine deutsche Schriftstellerin und Hörfunkautorin.

## Jugend und Ausbildung
Paula Schneider ist in Leipzig geboren („als Studentenkind“) und in Berlin aufgewachsen. Sie machte Abitur am Georg-Friedrich-Händel-Gymnasium. Das Studium führte sie zurück nach Leipzig. Mit dem Ziel, das Schreibhandwerk zu erlernen, studierte sie am Deutschen Literaturinstitut Leipzig. 2003 erhielt sie ihr Diplom.

## Schriftstellerin
Zurück in Berlin erhält sie 2004 zunächst ein Stipendium für Schloss Wiepersdorf. In der Folge schreibt Schneider eine Vielzahl von Radiofeatures und Hörspielen. Für das Feature Bleib bei mir, denn es will Abend werden. Lieben im Altenheim erhält sie 2014 schließlich eine Auszeichnung: den Feature-Preis 2014 der Stiftung Radio Basel.
2005 nimmt sie das Stipendium im Stuttgarter Schriftstellerhaus wahr. 2017 schließlich kann sie erneut, die anregende Atmosphäre von Schloss Wiepersdorf genießen.
2017 war Schneider von Mai bis September Stadtschreiberin in Kronstadt (Rumänien). Darüber schreibt sie im Auftragsblog für das Deutsche Kulturforum Östliches Europa und das Demokratische Forum der Deutschen in Rumänien. Aus den Texten des Blogs ist das Buch Andersstadt und Hünenkronen entstanden.

## Privates
Paula Schneider lebt in Niedergörsdorf.

## Werke

### Bücher
- Paula Schneider: Bleib bei mir, denn es will Abend werden. Die Geschichte einer langen Liebe. Rowohlt Polaris, Reinbek bei Hamburg 2016, ISBN 978-3-499-63099-6.
- Paula Schneider: Andersstadt und Hünenkronen. Einblicke der Stadtschreiberin von Kronstadt 2017 = Oraşul altfel şi Corona uriaşilor : impresii ale cronicarului oraşului Braşov din 2017. Editura Aldus, Brasov 2018, ISBN 978-6-06984014-6 (deutsch, rumänisch). (Bild-Text-Band, zweisprachig. Texte und Fotografien: Paula Schneider. Rumänische Übersetzung: Petra Antonia Binder.)

### Hörbücher
- Paula Schneider (Verfasser), Katharina Schmalenberg (Erzähler), Claudia Kattanek (Regie): Bleib bei mir, denn es will Abend werden - Featurepreis '14 : Lieben im Altenheim. Christoph Merian, Basel 2014, ISBN 978-3-85616-699-1.

### Features
- Im dünnen Strahl der Taschenlampe steckt die ganze Welt, künstlerisches Feature 45 Minuten, DLF 2007
- Das Gespenst Freiheit, künstlerisches Feature 50´, DLF 2008
- Wächter des Wartens, Feature 50´, DLF 2008
- Bitte Ankommen! Xenion – ein Hilfsprojekt für traumatisierte Flüchtlinge, Feature (mit Kollegen) 30´, rbb und ARD ZDF Medienakademie 2008
- Poltergeist Geschichte, künstlerisches Feature 50´, DLF 2009
- Tapfere Bäume (Fünf Wurzeln in der deutschen Fremde), Hörspielreihe 30´, Kulturradio vom rbb 2009 (Preisträgerproduktion des Wettbewerbs kurz und gut)
- Dewotschka und toter Mann, Feature 50 Minuten, DLF 2010
- Wehrmachtsjacke und weiße Weste, Feature 50´, DLF 2010
- Krüppel mit Flügeln, Feature 50 Minuten, DLF 2011
- Zelle auf Rädern, Hörstückreihe 28´, Kulturradio vom rbb 2011
- Rainer aus der Märchensiedlung, künstlerisches Feature 54 / 49 Minuten, NDR Info / DLF 2012
- Totleben (Eine russische Insel, die es nicht gibt), Feature 50 Minuten, DLF (unterstützt durch das leider inzwischen eingestellte Grenzgänger Programm der Robert Bosch Stiftung) 2012
- Neue Bühne im alten Kasino, Hörstückreihe 29´, Kulturradio vom rbb 2012
- Vogelhochzeit, Feature 55 Min., NDR Info 2013 (u. 30´ bei den ARD-Kulturradios im Rahmen des ARD-Radiofestivals)
- Oh Vorbild kurzer Weg, künstlerisches Feature 49´, Deutschlandradio 2013
- Bleib bei mir, denn es will Abend werden (Lieben im Altenheim), Hörstück 50´, Deutschlandfunk 2014
- 13. Geburtstag und Umbruchwetter (Ein 9. November 1989), Feature 54´, NDR Info 2014
- Nachtfehl (Eine Zimmerreise), künstlerisches Radiofeature 50 Minuten, Deutschlandfunk 2017
- Liviu und Ceausescus kalte Klaue, künstlerisches Radiofeature 49 / 53 Minuten, Deutschlandfunk / NDR Kultur 2019

## Auszeichnungen

### Preise
- 2014 Featurepreis der Stiftung Radio Basel für Bleib bei mir, denn es will Abend werden. Lieben im Altenheim

### Stipendien
- 2004 und 2017 Stipendium für das Künstlerhaus Schloss Wiepersdorf
- 2005 Johannes-Poethen-Stipendium für einen dreimonatigen Aufenthalt im Stuttgarter Schriftstellerhaus
- 2007 Alfred-Döblin-Stipendium der Akademie der Künste Berlin
- 2017 Stadtschreiberin in Kronstadt (Rumänien)